# Гай Секстий Калвин (консул 124 пр.н.е.)
Вижте пояснителната страница за други личности с името Секстий Калвин.
Гай Секстий Калвин (на латински: Gaius Sextius Calvinus) e политик на Римската република през 2 век пр.н.е.

## Биография
През 124 пр.н.е. е избран за консул заедно с Гай Касий Лонгин. Следващите две години е проконсул след Марк Фулвий Флак и води война в Южна Франция, по-късната провинция Нарбонска Галия, против лигурите, воконтите и салите. След победата против салите той основава през 122 пр.н.е. крепостта Aquae Sextiae, по-късният Екс ан Прованс. След връщането му в Рим празнува триумф.
Той е баща на Гай (оратор и претор 92 пр.н.е.).